# 융딩구 (룽옌시)

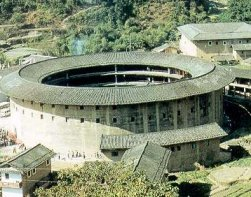
융딩의 토루

융딩구(한국어: 영정구, 중국어: 永定区, 병음: Yǒngdìng Qū)는 중화인민공화국 푸젠성 룽옌시의 시할구이다. 넓이는 2216km2이고, 인구는 2007년 기준으로 470,000명이다.
많은 하카(객가인)들의 고향으로 인구의 99%가 하카인이고 나머지는 민난인이다.

## 지리
융딩구는 푸젠성과 광둥성의 경계에 놓여있다. 남쪽은 광둥성의 다부현이다. 다른 이웃하는 현으로 서쪽으로 상항현, 북쪽으로 룽옌시, 동쪽으로 난징현이 있다. 다부와 상항은 둘 다 하카인들의 현이고 신뤄와 난징은 민난인이 우세하다.
푸젠성의 다른 지역처럼 80%가 산지이고 10%가 호수와 강, 나머지 10%가 평야이다. 현을 흐르는 두 개의 주요 강으로 융딩강(永定河)과 샤양천(下洋溪)이 있다. 둘 다 팅강(汀江)(푸젠성에서 불리는 이름) 또는 한강(韩江)(광둥성에서 불리는 이름)의 지류이다. 아열대성 기후대에 위치해 태풍의 영향을 받는다.
연평균 기온은 19.5°C이고 연평균 강수량은 1495.1mm이다.

### 기후
| Yongding (1981−2010)의 기후                    | Yongding (1981−2010)의 기후 | Yongding (1981−2010)의 기후 | Yongding (1981−2010)의 기후 | Yongding (1981−2010)의 기후 | Yongding (1981−2010)의 기후 | Yongding (1981−2010)의 기후 | Yongding (1981−2010)의 기후 | Yongding (1981−2010)의 기후 | Yongding (1981−2010)의 기후 | Yongding (1981−2010)의 기후 | Yongding (1981−2010)의 기후 | Yongding (1981−2010)의 기후 | Yongding (1981−2010)의 기후 |
| 월                                             | 1월                         | 2월                         | 3월                         | 4월                         | 5월                         | 6월                         | 7월                         | 8월                         | 9월                         | 10월                        | 11월                        | 12월                        | 연간                        |
| ---------------------------------------------- | --------------------------- | --------------------------- | --------------------------- | --------------------------- | --------------------------- | --------------------------- | --------------------------- | --------------------------- | --------------------------- | --------------------------- | --------------------------- | --------------------------- | --------------------------- |
| 역대 최고 기온 °C (°F)                         | 28.8 (83.8)                 | 32.3 (90.1)                 | 32.4 (90.3)                 | 34.3 (93.7)                 | 35.7 (96.3)                 | 36.6 (97.9)                 | 38.4 (101.1)                | 38.3 (100.9)                | 37.4 (99.3)                 | 35.5 (95.9)                 | 33.7 (92.7)                 | 30.0 (86.0)                 | 38.4 (101.1)                |
| 일평균 최고 기온 °C (°F)                       | 18.1 (64.6)                 | 19.4 (66.9)                 | 21.8 (71.2)                 | 25.6 (78.1)                 | 29.0 (84.2)                 | 31.1 (88.0)                 | 33.5 (92.3)                 | 33.0 (91.4)                 | 31.3 (88.3)                 | 28.5 (83.3)                 | 24.4 (75.9)                 | 20.0 (68.0)                 | 26.3 (79.3)                 |
| 일일 평균 기온 °C (°F)                         | 11.5 (52.7)                 | 13.5 (56.3)                 | 16.3 (61.3)                 | 20.4 (68.7)                 | 23.7 (74.7)                 | 26.1 (79.0)                 | 27.5 (81.5)                 | 27.0 (80.6)                 | 25.4 (77.7)                 | 21.9 (71.4)                 | 17.1 (62.8)                 | 12.6 (54.7)                 | 20.3 (68.5)                 |
| 일평균 최저 기온 °C (°F)                       | 7.4 (45.3)                  | 9.6 (49.3)                  | 12.5 (54.5)                 | 16.8 (62.2)                 | 20.0 (68.0)                 | 22.6 (72.7)                 | 23.4 (74.1)                 | 23.2 (73.8)                 | 21.5 (70.7)                 | 17.4 (63.3)                 | 12.4 (54.3)                 | 7.8 (46.0)                  | 16.2 (61.2)                 |
| 역대 최저 기온 °C (°F)                         | −4.1 (24.6)                 | −1.6 (29.1)                 | −1.1 (30.0)                 | 6.4 (43.5)                  | 11.7 (53.1)                 | 15.0 (59.0)                 | 19.6 (67.3)                 | 18.6 (65.5)                 | 14.2 (57.6)                 | 5.5 (41.9)                  | 0.0 (32.0)                  | −5.1 (22.8)                 | −5.1 (22.8)                 |
| 평균 강수량 mm (인치)                          | 49.8 (1.96)                 | 110.6 (4.35)                | 161.7 (6.37)                | 209.3 (8.24)                | 213.0 (8.39)                | 269.6 (10.61)               | 157.0 (6.18)                | 197.8 (7.79)                | 146.2 (5.76)                | 35.8 (1.41)                 | 37.4 (1.47)                 | 36.4 (1.43)                 | 1,624.6 (63.96)             |
| 평균 상대 습도 (%)                             | 79                          | 80                          | 81                          | 82                          | 81                          | 82                          | 79                          | 81                          | 80                          | 76                          | 77                          | 78                          | 80                          |
| 출처: China Meteorological Data Service Center |                             |                             |                             |                             |                             |                             |                             |                             |                             |                             |                             |                             |                             |

## 문화
융딩은 많은 토루의 본고장이다.

## 경제
풍족한 강수량 덕분에 수력 발전이 풍부하다. 수많은 수력 공장이 융딩 내에 있고 그 중 하나로 몐훠탄 수력발전소가 있다. 이 발전소는 20억 3500만 입방미터의 물을 저장할 수 있고 1년에 15억 2천만 킬로와트의 전력을 발생시킬 수 있다. 몐훠탄 수력 댐은 푸젠성과 광둥성의 경제가 급속히 성장하는데 크게 기여하였다.
농업에서 쌀은 융딩의 주요 작물이다. 저지대의 평야에서는 1년에 두 번 쌀을 생산하고 고지대에서는 일찍 서리가 내려서 한 번만 추수할 수 있다. 융딩은 중요한 담배 생산지이다. 담배의 재배는 명나라 만력제 때 시작되었다. 융딩은 20세기 초에 "담배의 고향"으로 인정받았다. 비록 최근에 그 중요성이 감소하고 있지만 융딩은 여전히 이 지역의 중요한 담배 생산지 중 하나이다.
융딩은 광물 자원이 풍부하고 특히 석탄이 많이 매장되어있다. 생산된 석탄의 대부분은 광둥성으로 운반되어 경제 성장에 필요한 에너지 수요를 충족시킨다.

## 행정 구역
10개 진, 14개 향을 관할한다.
- 진: 凤城镇, 坎市镇, 下洋镇, 抚市镇, 高陂镇, 湖雷镇, 湖坑镇, 培丰镇, 峰市镇, 龙潭镇.
- 향: 城郊乡, 仙师乡, 洪山乡, 湖山乡, 岐岭乡, 大溪乡, 古竹乡, 虎岗乡, 堂堡乡, 合溪乡, 金砂乡, 西溪乡, 陈东乡, 高头乡.